# MTV Movie Awards 2000
Die MTV Movie Awards 2000 wurden am 3. Juni 2000 verliehen. Erfolgreichster Film wurde Matrix mit drei Auszeichnungen. Der Austragungsort der Awardshow war Culver City, Kalifornien.

## Moderator
Durch die Gala führte: Sarah Jessica Parker

## Auszeichnungen

### Bester Film
Matrix (The Matrix) 
- American Beauty
- American Pie – Wie ein heißer Apfelkuchen
- Austin Powers – Spion in geheimer Missionarsstellung (Austin Powers: The Spy Who Shagged Me)
- The Sixth Sense

### Bester Schauspieler
Keanu Reeves – Matrix (The Matrix) 
- Jim Carrey – Der Mondmann (Man on the Moon)
- Ryan Phillippe – Eiskalte Engel (Cruel Intentions)
- Adam Sandler – Big Daddy
- Bruce Willis – The Sixth Sense

### Beste Schauspielerin
Sarah Michelle Gellar – Eiskalte Engel (Cruel Intentions) 
- Drew Barrymore – Ungeküsst (Never Been Kissed)
- Neve Campbell – Scream 3
- Ashley Judd – Doppelmord (Double Jeopardy)
- Julia Roberts – Die Braut, die sich nicht traut (Runaway Bride)

### Bester Nachwuchsschauspieler
Haley Joel Osment – The Sixth Sense
- Wes Bentley – American Beauty
- Jason Biggs – American Pie – Wie ein heißer Apfelkuchen
- Michael Clarke Duncan – The Green Mile
- Jamie Foxx – An jedem verdammten Sonntag (Any Given Sunday)

### Beste Nachwuchsschauspielerin
Julia Stiles – 10 Dinge, die ich an Dir hasse (10 Things I Hate About You) 
- Selma Blair – Eiskalte Engel (Cruel Intentions)
- Shannon Elizabeth – American Pie – Wie ein heißer Apfelkuchen
- Carrie-Anne Moss – Matrix (The Matrix)
- Hilary Swank – Boys Don’t Cry

### Bestes Paar
Mike Myers & Verne Troyer – Austin Powers – Spion in geheimer Missionarsstellung (Austin Powers: The Spy Who Shagged Me) 
- Tim Allen & Tom Hanks – Toy Story 2
- Laurence Fishburne & Keanu Reeves – Matrix (The Matrix)
- Haley Joel Osment & Bruce Willis – The Sixth Sense
- Adam Sandler & Dylan und Cole Sprouse – Big Daddy

### Bester Filmschurke
Mike Myers – Austin Powers – Spion in geheimer Missionarsstellung (Austin Powers: The Spy Who Shagged Me) 
- Matt Damon – Der talentierte Mr. Ripley (The Talented Mr. Ripley)
- Sarah Michelle Gellar – Eiskalte Engel (Cruel Intentions)
- Ray Park – Star Wars: Episode I – Die dunkle Bedrohung (Star Wars: Episode I – The Phantom Menace)
- Christopher Walken – Sleepy Hollow

### Bester Filmkomiker
Adam Sandler – Big Daddy
- Jason Biggs – American Pie – Wie ein heißer Apfelkuchen
- Ice Cube – Next Friday (Cruel Intentions)
- Mike Myers – Austin Powers – Spion in geheimer Missionarsstellung (Austin Powers: The Spy Who Shagged Me)
- Parker Posey – Scream 3

### Beste Musik-Sequenz
Trey Parker & Matt Stone – South Park: Der Film – größer, länger, ungeschnitten (South Park: Bigger, Longer & Uncut) 
- Matt Damon, Rosario Fiorello & Matt Damon – Der talentierte Mr. Ripley (The Talented Mr. Ripley)
- Heath Ledger – 10 Dinge, die ich an Dir hasse (10 Things I Hate About You)
- Mike Myers & Verne Troyer – Austin Powers – Spion in geheimer Missionarsstellung (Austin Powers: The Spy Who Shagged Me)

### Bester Filmkuss
Selma Blair & Sarah Michelle Gellar – Eiskalte Engel (Cruel Intentions) 
- Drew Barrymore & Michael Vartan – Ungeküsst (Never Been Kissed)
- Katie Holmes & Barry Watson – Tötet Mrs. Tingle! (Teaching Mrs. Tingle)
- Chloë Sevigny & Hilary Swank – Boys Don’t Cry

### Beste Action-Sequenz
Star Wars: Episode I – Die dunkle Bedrohung (Star Wars: Episode I – The Phantom Menace) 
- Blair Witch Project
- Die Mumie (The Mummy)
- Matrix (The Matrix)

### Beste Kampf-Sequenz
Laurence Fishburne vs. Keanu Reeves – Matrix (The Matrix) 
- Ewan McGregor & Liam Neeson vs. Ray Park – Star Wars: Episode I – Die dunkle Bedrohung (Star Wars: Episode I – The Phantom Menace)
- Mike Myers vs. Verne Troyer – Austin Powers – Spion in geheimer Missionarsstellung (Austin Powers: The Spy Who Shagged Me)
- Edward Norton & Brad Pitt – Fight Club

### Sonstige Awards
- Bester Neuer Filmemacher: Spike Jonze für Being John Malkovich